# Signos

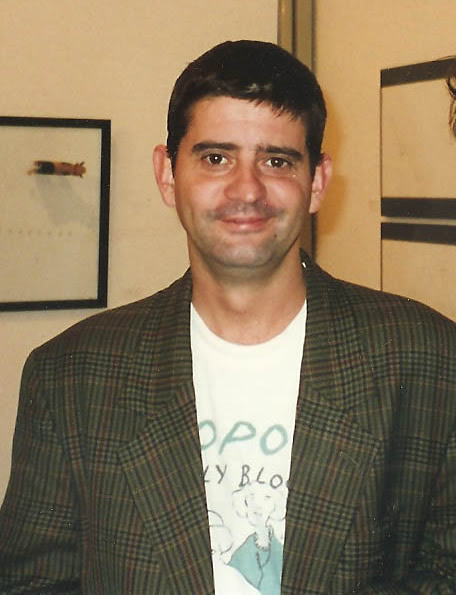
en 1997.

Signos est une revue de poésie fondée 1986 par Leopoldo Alas Mínguez (es), Luis Cremades (es), Mario Míguez (es) et Daniel Garbade.

## Historique
Signos naît à Madrid en 1987 d’un groupe de jeunes poètes et artistes, et est d'abord édité par les maisons d'édition Libertarias et El Observatorio. La revue est dirigée par Leopoldo Alas Mínguez (es). Les auteurs connus et contemporains contribuaient avec des poèmes inédits. Dans un effort de créer des exemplaires uniques, ils incluaient des dessins originaux d'artistes tels que Rafael Alberti. La revue devient ainsi une pièce de collection recherchée[réf. nécessaire].
Après sa fermeture en 1992, Signos se consacre à l'édition avec Angel Luis Vigaray.
Des dessins originaux ont été présentés avec des numéros de la revue dans des expositions présentées par Encarnita Polo (es), Álvaro Pombo et Fernando Savater dans le musée Reina Sofía et le Círculo de Bellas Artes à Madrid.

## Contenu

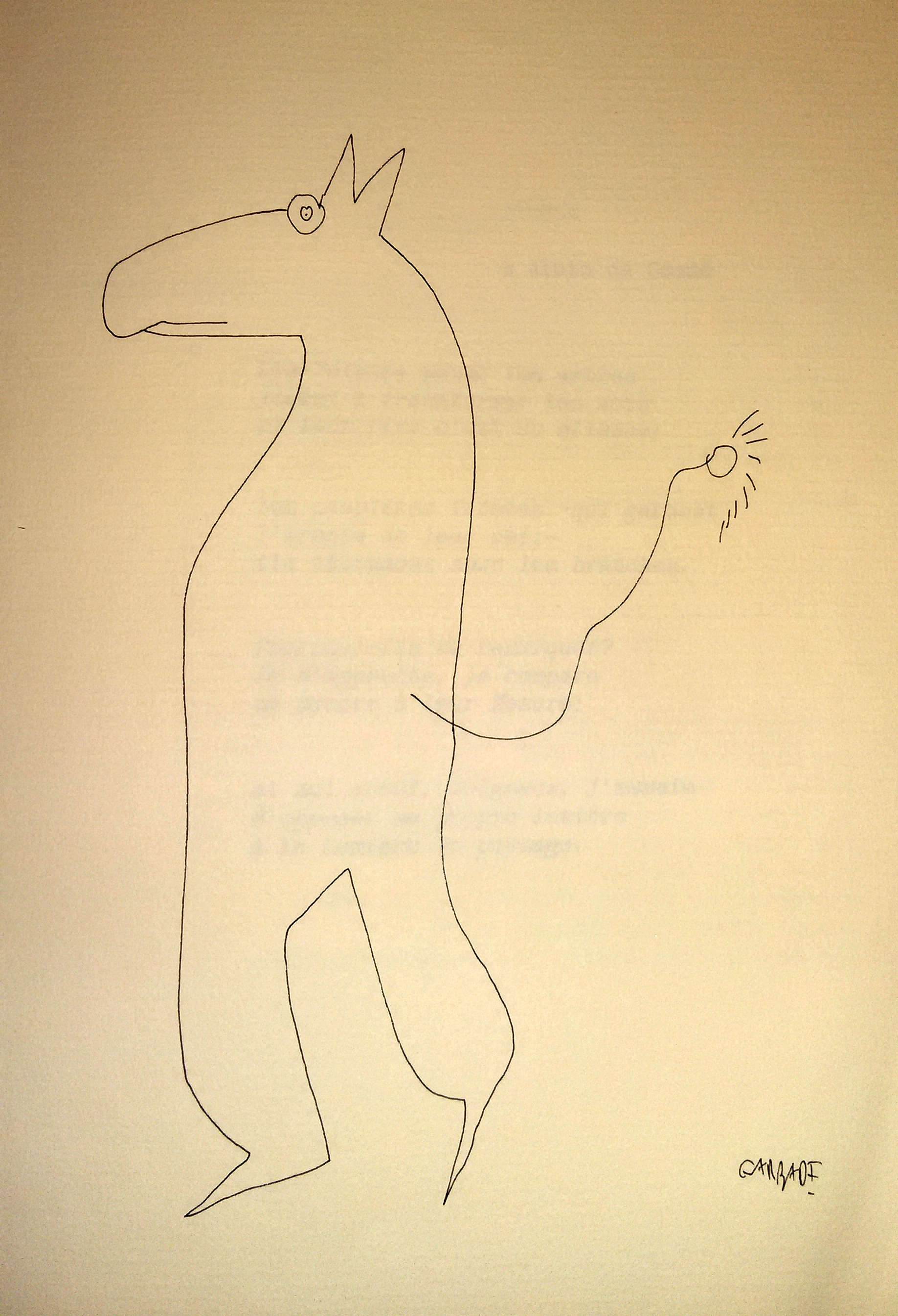
Dessin de Garbade dans le premier numéro de Signos

La revue se consacre à la poésie espagnole contemporaine, avec des poèmes inédits d'auteurs alors débutants comme Vicente Gallego, Ángel Petisme (es), Luis Cremades (es) ou Enric Benavent (es), aux côtés de poètes consacrés comme Jean Cocteau, Rafael Alberti, Vicente Núñez (es), Jaime Gil de Biedma, Edmundo de Ory, Ángel Guinda (es), Rainer Maria Rilke, Manuel Vázquez Montalbán, Leopoldo María Panero, Ana María Moix, Pere Gimferrer, Manuel Pinillos, Vicente Molina Foix (es), Fernando Savater, Luis Antonio de Villena, Carlos Bousoño, Severo Sarduy, César Antonio Molina, Rafael Perez Estrada, Ana Rosetti et Rafael Sánchez Ferlosio.
Chaque exemplaire contenait des illustrations et parfois un dessin original. Ses auteurs étaient des peintres comme Rafael Alberti, Roberto González Fernández, Daniel Garbade, Olga Klein, Igor Issacovitch ou Chema Tato.

## Publications

### Revue
- no 3, 1988, avec Vicente Núñez (es), César Antonio Molina, Rainer Maria Rilke entre autres et avec des dessins originaux d'Olga Klein  (ISBN 8486353335)
- no 4, 1988, avec Severo Sarduy, Luis Cremades, Mario Miguez, Luis Eduardo Aute entre autres, et avec notamment, Aquellos nueve novísimos de Castellet  (ISBN 84-7683-101-3)
- no 5/6, 1989, avec Rafael Inglada, Cesar Simón, José Antonio Mesa Torre, Fernando Savater, Angel Petisme, et des dessins de Jean Cocteau, Daniel Garbade, Roberto González Fernández  (ISBN 8476831137)
- no 7, 1989, avec Rafael Pérez Estrada, Rafael Sánchez Mazas, Juan Lamillar, Rafael Ballesteros, entre autres  (ISBN 8476831145)
- no 8, 1990, avec Jaime Gil de Biedma, Luis Antonio de Villena, Vicente Huidobro, Juillet Martinez Mesanza, entre autres, et avec des dessins originaux de Chema Tato
- no 9/10, avec Rafael Alberti, Jean Cocteau, Sandro Penna, et des dessins de Rafael Alberti  (ISBN 8487095674) (OCLC 435027214)
- no 11/12, avec Paul Verlaine, José Infante (es), Luis Antonio de Villena, (OCLC 77617403)

### Autres publications
- Frederico Leal, El sueño de los días, Madrid 1998, Éditeur Signos:  (ISBN 84 8374 014 1)
- Leopoldo Alas Mínguez (es), La condición y el tiempo, Madrid, 1992  (ISBN 9788480620000) (OCLC 27028188)
- Rafael Alberti, Severo Sarduy, Francisco Brines, Luis Antonio de Villena, SIGNOS 1, Madrid, 1987, Ediciones Libertarias  (ISBN 8486353319)[5]